# 담수진주
담수진주(淡水眞珠)는 민물에서 나는 진주.
담수진주는 바다에서 나는 해수진주보다 광택은 적지만 생산량이 많아 천연진주나 해수진주의 대체품으로 사용되고 있다. 미국에서는 양식진주인 담수진주는 따로 구분해서 팔게하고 있다. 하지만 천연담수진주는 구분해서 팔 필요가 없다.

## 사용
장신구로 사용되고 있으며 주로 귀걸이나 목걸이 팔찌, 등에 많이 사용하고 있다.

## 같이 보기
- 진주
- 일타쌍피